# Улица Немчинова
У́лица Немчи́нова находится в Тимирязевском районе Северного административного округа города Москвы. Расположена между улицей Дубки и Дмитровским шоссе. С юга от улицы расположен парк «Дубки».

## Происхождение названия
Улица существовала ещё до революции. Первоначальное название — Дачный проезд — от располагавшихся здесь загородных дач. С 27 января 1967 года носит название Улица Немчинова в честь экономиста и бывшего директора Сельскохозяйственной академии имени Тимирязева Василия Сергеевича Немчинова.

## Транспорт
Улица Немчинова имеет по одной полосе для движения в каждом направлении. В 650 м к юго-востоку от улицы расположена станция метро «Тимирязевская» Серпуховско-Тимирязевской линии и платформа Тимирязевская Савёловского направления МЖД.
Наземный общественный транспорт по улице не ходит. Около перекрёстка с улицей Дубки находится остановка «Красностуденческий проезд» трамваев 27, 29. На Дмитровском шоссе около перекрёстка с улицей Немчинова находится остановка «Гостиница „Молодёжная“» автобусов 87, 319, 466, 574, м10, т3, т47, т56, т78.